# Baseball Advance
Baseball Advance (Greatest Nine  au Japon) est un jeu vidéo de sport (baseball) développé par Smilebit, sorti en 2002 sur Game Boy Advance.

## Accueil
- GameSpot : 8/10[1]
- IGN : 8,8/10[2]